# Foot Ball Club Brescia 1928-1929
Questa pagina raccoglie i dati riguardanti il Foot Ball Club Brescia nelle competizioni ufficiali della stagione 1928-1929.

## Stagione
La stagione 1928-1929 del Brescia termina al secondo posto (ex aequo) con la Juventus) nel girone B della Divisione Nazionale. Parte forte con tre vittorie di fila, dopo la sconfitta (5-1) con l'Inter-Ambrosiana a dicembre va a vincere (0-1) a Torino con la Juventus.
Pur non venendo ammesso alle finali nazionali (ridotte in questa stagione alle sole vincitrici dei due gironi) il Brescia è riuscito a chiudere il campionato davanti a squadre più blasonate (giungendo davanti all'Ambrosiana, al Genova 1893 e alla Pro Vercelli).
Grazie a questo risultato il Brescia è ammesso nella nuova Serie A che vedrà la luce nella prossima stagione, vi accedono le prime otto di ogni girone.
Durante questo campionato le rondinelle ottengono anche la miglior vittoria di sempre in un campionato nazionale, prima dell'avvento della Serie A: all'ultima giornata il Bologna, ormai sicuro della qualificazione schiera la squadra ragazzi, per preservare i titolari in vista della finale scudetto, contro il Torino, si è lasciato superare (10-0) consentendo ai bresciani la certezza del secondo posto assieme alla Juventus. Il 18 novembre esordisce nel Brescia un giovane portiere Giuseppe Peruchetti classe 1907, destinato a diventare uno dei più grandi portieri del Brescia, con il nomignolo di "pantera nera". Scudetto al Bologna per la seconda volta, che batte il Torino in tre gare di finale.

## Rosa
| N. |                   | Ruolo | Calciatore          |
| -- | ----------------- | ----- | ------------------- |
|    | Italia (bandiera) | P     | Giuseppe Peruchetti |
|    | Italia (bandiera) | P     | Giuseppe Trivellini |
|    | Italia (bandiera) | D     | Giovanni Acerboni   |
|    | Italia (bandiera) | D     | Giovanni Bellardi   |
|    | Italia (bandiera) | D     | Riccardo Bonometti  |
|    | Italia (bandiera) | D     | Andrea Gadaldi      |
|    | Italia (bandiera) | D     | Angelo Pasolini     |
|    | Italia (bandiera) | D     | Bonifacio Scaltriti |
|    | Italia (bandiera) | D     | Antonio Vailati     |
|    | Italia (bandiera) | C     | Giorgio Cidri       |
|    | Italia (bandiera) | C     | Berardo Frisoni (I) |

| N. |                   | Ruolo | Calciatore              |
| -- | ----------------- | ----- | ----------------------- |
|    | Italia (bandiera) | C     | Evaristo Frisoni (II)   |
|    | Italia (bandiera) | C     | Mario Maffioli          |
|    | Italia (bandiera) | C     | Antonio Moretti         |
|    | Italia (bandiera) | C     | Ezio Morselli (I)       |
|    | Italia (bandiera) | A     | Carlo Barbieri          |
|    | Italia (bandiera) | A     | Bruno Bianchi           |
|    | Italia (bandiera) | A     | Giosuè Chitò            |
|    | Italia (bandiera) | A     | Luigi Giuseppe Giuliani |
|    | Italia (bandiera) | A     | Arnaldo Prosperi (III)  |
|    | Italia (bandiera) | A     | Erminio Reggiani        |

## Risultati

### Divisione Nazionale

#### Girone di andata
| Arbitro: | Caironi (Milano) |

|                        |           |                        |
| Giuliani 50’, 51’, 61’ | Marcatori | 27’ Reich 52’ Mihalich |

| Arbitro: | Carraro (Padova) |

|  |           |                  |
|  | Marcatori | 1’ (aut.) Caimmi |

| Arbitro: | Malagodi (Ferrara) |

|                        |           |  |
| Cidri 42’ Giuliani 87’ | Marcatori |  |

| Arbitro: | Turra (Padova) |

|                                         |           |              |
| Blasevich 19’, 54’ Meazza 39’, 42’, 48’ | Marcatori | 77’ Giuliani |

| Brescia 1º novembre 1928 5ª giornata | Brescia          | 0 – 0 | Cremonese | Stadium di viale Piave\| Arbitro: \| Caironi (Milano) \| |
| Arbitro:                             | Caironi (Milano) |       |           |                                                          |

| Arbitro: | Pessato (Monfalcone) |

|               |           |                                        |
| Guizzardi 82’ | Marcatori | 15’, 21’ Giuliani 43’, 65’ A. Prosperi |

| Arbitro: | Giorgi (Milano) |

|                |           |  |
| E. Frisoni 89’ | Marcatori |  |

| Arbitro: | Turbiani (Ferrara) |

|                                                 |           |  |
| Ardissone 32’ L. Bajardi 35’ Zanello 84’ (rig.) | Marcatori |  |

| Arbitro: | A.Gama (Milano) |

|  |           |                |
|  | Marcatori | 83’ B. Frisoni |

| Arbitro: | Malagodi (Ferrara) |

|                                    |           |            |
| Barbieri 28’ B. Frisoni 89’ (rig.) | Marcatori | 21’ Agazzi |

| Arbitro: | Turbiani (Ferrara) |

|                                    |           |                                |
| Gadaldi 27’ (aut.) E. Civinini 35’ | Marcatori | 10’, 25’ Barbieri 14’ Maffioli |

| Arbitro: | Guarnieri (Milano) |

|                                      |           |             |
| Scaltriti 20’ Chitò 70’ Giuliani 76’ | Marcatori | 25’ Padovan |

| Arbitro: | Mattea (Casale Monf.) |

|                                              |           |  |
| Chitò 3’, 60’ Reggiani 17’, 83’ Barbieri 78’ | Marcatori |  |

| Arbitro: | Rovida (Milano) |

|              |           |             |
| Barbieri 75’ | Marcatori | 76’ Moretti |

| Arbitro: | Malagodi (Ferrara) |

|           |           |  |
| Pitto 83’ | Marcatori |  |

#### Girone di ritorno
| Udine 3 febbraio 1929 16ª giornata | Fiumana | 0 – 2 A tav. | Brescia | Stadio Moretti |

| Arbitro: | Osti (Ferrara) |

|                                                      |           |                       |
| C. Barbieri 8’ Giuliani 16’ Reggiani 25’ Moretti 36’ | Marcatori | 67’ Lamon 77’ Furlani |

| Arbitro: | Carraro (Padova) |

|                                                     |           |  |
| Fenili 19’ Gariglio 65’ Buscaglia 69’ Sallustro 82’ | Marcatori |  |

| Brescia 24 febbraio 1929 19ª giornata | Brescia               | 0 – 0 | Ambrosiana | Stadium di viale Piave\| Arbitro: \| Mattea (Casale Monf.) \| |
| Arbitro:                              | Mattea (Casale Monf.) |       |            |                                                               |

| Arbitro: | A.Gama (Milano) |

|                                  |           |             |
| Savelli 30’ O. Ravani 87’ (rig.) | Marcatori | 6’ Reggiani |

| Arbitro: | Beretta (Novi Ligure) |

|                                                     |           |               |
| A. Prosperi 13’, 26’, 72’ Reggiani 24’ Giuliani 75’ | Marcatori | 84’ Montanari |

| Arbitro: | Carraro (Padova) |

|  |           |                           |
|  | Marcatori | 35’ Chitò 85’ A. Prosperi |

| Brescia 21 aprile 1929 23ª giornata | Brescia        | 0 – 0 | Pro Vercelli | Stadium di viale Piave\| Arbitro: \| Osti (Ferrara) \| |
| Arbitro:                            | Osti (Ferrara) |       |              |                                                        |

| Arbitro: | Giorgi (Milano) |

|                 |           |            |
| A. Prosperi 15’ | Marcatori | 18’ Sanero |

| Arbitro: | Turbiani (Ferrara) |

|                           |           |                                       |
| Porta 23’, 50’ Brenco 64’ | Marcatori | 67’ (rig.) B. Frisoni 87’ A. Prosperi |

| Arbitro: | Mattea (Casale Monf.) |

|                             |           |  |
| Chitò 29’ Giuliani 55’, 57’ | Marcatori |  |

| Arbitro: | Casetta (Milano) |

|                                |           |                                 |
| V. Bonello 12’ Ziroli 37’, 53’ | Marcatori | 12’ C. Barbieri 75’ A. Prosperi |

| Arbitro: | Rovida (Milano) |

|                            |           |                                  |
| Meucci 46’ It. Bandini 64’ | Marcatori | 72’, 81’ A. Prosperi Moretti 74’ |

| Arbitro: | R. Barlassina (Novara) |

|                                           |           |  |
| A. Prosperi 5’, 7’, 73’ Giuliani 53’, 66’ | Marcatori |  |

| Arbitro: | Mattea (Casale Monf.) |

| |           |  |
| A. Prosperi 16’, 19’, 40’, 59’, 75’ Moretti 53’ B. Bianchi 67’ Giuliani 77’ Martelli 79’ (aut.) B. Frisoni 89’ | Marcatori |  |

## Statistiche

### Statistiche di squadra
| Competizione        | Punti | In casa | In casa | In casa | In casa | In casa | In casa | In trasferta | In trasferta | In trasferta | In trasferta | In trasferta | In trasferta | Totale | Totale | Totale | Totale | Totale | Totale | DR  |
| Competizione        | Punti | G       | V       | N       | P       | Gf      | Gs      | G            | V            | N            | P            | Gf           | Gs           | G      | V      | N      | P      | Gf     | Gs     | DR  |
| ------------------- | ----- | ------- | ------- | ------- | ------- | ------- | ------- | ------------ | ------------ | ------------ | ------------ | ------------ | ------------ | ------ | ------ | ------ | ------ | ------ | ------ | --- |
| Divisione Nazionale | 41    | 15      | 11      | 4       | 0       | 44      | 8       | 15           | 7            | 1            | 7            | 23           | 27           | 30     | 18     | 5      | 7      | 67     | 35     | +32 |